# Etienne Kinsinger
Etienne Kinsinger (* 8. September 1996 in Püttlingen) ist ein deutscher Ringer. Er gewann im Jugendbereich insgesamt sechs deutsche Meistertitel und fünf internationale Medaillen, darunter die Goldmedaille bei den Kadetten-Weltmeisterschaften 2013 im griechisch römischen Stil bis 58 Kilogramm. In der Ringer-Bundesliga ringt er für den KSV Köllerbach.

## Werdegang
Etienne Kinsinger begann seine Ringerlaufbahn im Alter von fünf Jahren beim KSV Köllerbach. Seit 2010 trainiert er fast ausschließlich am Olympiastützpunkt Rheinland/Pfalz – Saarland in Saarbrücken unter den Landestrainern Frank Hartmann und Albert Nurov. 2012 wechselte er zum Nachbarverein KV Riegelsberg, um in der 2. Bundesliga an den Start gehen zu können. Seit 2014 ringt er wieder für seinen Heimatverein und ist dort Stammringer in der Ringer-Bundesliga bis 61/66 Kilogramm. Er schloss im Mai 2016 die Schule mit dem Abitur ab und studiert seit Oktober 2016 Wirtschaft & Recht an der Universität des Saarlandes. Seit September 2020 ist er hauptberuflich als Sportsoldat bei der Bundeswehr tätig.
2008 startete Kinsinger erstmals bei deutschen Meisterschaften (C-Jugend) und belegte dort sofort den zweiten Platz in der 34 Kilogramm-Klasse Freistil. Im Jahr darauf gewann er zum ersten Mal einen deutschen (Jugend-)Meistertitel in der Gewichtsklasse bis 42 Kilogramm im griechisch-römischen-Stil. Seit dieser Meisterschaft hat sich Etienne Kinsinger auf diese Stilart fokussiert und spezialisiert. Bis 2016 startete Kinsinger im Jugend- bzw. Juniorenbereich und konnte dort insgesamt sechs deutsche Meistertitel gewinnen (2009, 2010, 2012, 2013, 2015, 2016). Im Jahr 2014 wurde er mit 17 Jahren deutscher Meister im Männerbereich bis 59 Kilogramm. 2017 gewann er diesen Titel zum zweiten Mal.
2012 vertrat Etienne Kinsinger den Deutschen Ringer-Bund erstmals auf internationalen Meisterschaften. Bei den Kadetten-Europameisterschaften in Kattowitz belegte er in der Gewichtsklasse bis 58 Kilogramm den 13. Platz, bei den Kadetten-Weltmeisterschaften in Baku wurde er Siebter.
Im Jahr darauf gewann er in derselben Alters- und Gewichtsklasse seine erste internationale Medaille. Nachdem er Achter der Europameisterschaften in Bar wurde, schaffte er es, in Zrenjanin den Kadetten-Weltmeistertitel zu erringen.
Von 2014 bis 2016 startete Kinsinger im Juniorenbereich in der 60 Kilogramm-Klasse. In seinem ersten Jahr dieses Altersbereichs erreichte er sofort den dritten Platz bei den Europameisterschaften in Kattowitz.
2015 startete er bei den Weltmeisterschaften in Salvador da Bahia und belegte den fünften Platz. Im Jahr 2016 gelang es ihm, auf drei internationalen Meisterschaften Medaillen zu gewinnen. Er wurde dritter Europameister in der Altersklasse U23 in Ruse, ebenfalls dritter Europameister der Junioren in Bukarest sowie Vizeweltmeister der Junioren in Macon. Im Jahr 2017 startete Kinsinger zum ersten Mal bei einer internationalen Senioren-Meisterschaft. Bei der Weltmeisterschaft in Paris belegte er den 20. Platz.
Im März 2021 konnte Kinsinger über das europäische Olympia-Qualifikationsturnier in Budapest sich für die Olympischen Sommerspiele 2020 qualifizieren und erreichte den 11. Platz.
2022 wurde er erster deutscher Meister im griechisch-römischen Stil bis 63 kg.

## Internationale Erfolge
| Jahr | Platz | Wettbewerb                         | Gewichtsklasse | Ergebnisse                                                                       |
| ---- | ----- | ---------------------------------- | -------------- | -------------------------------------------------------------------------------- |
| 2012 | 13.   | EM in Kattowitz (Kadetten)         | 58 kg          | Sieger: Karen Aslanjan (Armenien)                                                |
| 2012 | 7.    | WM in Baku (Kadetten)              | 58 kg          | Sieger: Murad Mammadov (Aserbaidschan)                                           |
| 2013 | 8.    | EM in Bar (Kadetten)               | 58 kg          | Sieger: Armen Melikyan (Armenien)                                                |
| 2013 | 1.    | WM in Zrenjanin (Kadetten)         | 58 kg          | vor Pavlo Molnar (Ukraine), Erik Torba (Ungarn) und Levani Kavjaradze (Georgien) |
| 2014 | 3.    | EM in Kattowitz (Junioren)         | 60 kg          | hinter Gevorg Gharibyan (Armenien) und Yasin Ozay (Frankreich)                   |
| 2015 | 12.   | EM in Wałbrzych (U23)              | 59 kg          | Sieger: Victor Ciobanu (Moldawien)                                               |
| 2015 | 5.    | WM in Salvador da Bahia (Junioren) | 60 kg          | Sieger: Sergei Jemelin (Russland)                                                |
| 2016 | 3.    | EM in Ruse (U23)                   | 59 kg          | hinter Sergei Jemelin (Russland) und MuDrad Mammadov (Aserbaidschan)             |
| 2016 | 3.    | EM in Bukarest (Junioren)          | 60 kg          | hinter Mikhail Rahmanov (Aserbaidschan) und Levani Kavjaradze (Georgien)         |
| 2016 | 2.    | WM in Macon (Junioren)             | 60 kg          | hinter Kaly Suleimanov (Kirgisistan)                                             |
| 2017 | 3.    | Thor Masters in Nykøbing           | 59 kg          | hinter Ildar Hafizov (USA) und Michal Tracz (Polen)                              |
| 2017 | 8.    | EM in Szombathely (U23)            | 59 kg          | Sieger: Murad Mammadov (Aserbaidschan)                                           |
| 2017 | 20.   | WM in Paris                        | 59 kg          | Sieger: Kenichiro Fumita (Japan)                                                 |
| 2018 | 2.    | Thor Masters in Nykøbing           | 60 kg          | hinter Virgil Munteanu (Rumänien)                                                |
| 2018 | 5.    | EM in Kaspiisk                     | 60 kg          | Sieger: Sergei Jemelin (Russland)                                                |
| 2018 | 8.    | WM in Budapest                     | 60 kg          | Sieger: Sergei Jemelin (Russland)                                                |
| 2019 | 1.    | Thor Masters in Nykøbing           | 60 kg          | vor Christopher Kraemer (Deutschland) und Lauri Mähönen (Finnland)               |
| 2019 | 13.   | EM in Bukarest                     | 60 kg          | Sieger: Victor Ciobanu (Moldawien)                                               |
| 2019 | 3.    | GP von Deutschland                 | 60 kg          | hinter Mingiyan Semenov (Russland) und Lauri Mähönen (Finnland)                  |
| 2019 | 28.   | WM in Nur-Sultan                   | 60 kg          | Sieger: Kenichiro Fumita (Japan)                                                 |
| 2021 | 11.   | OS in Tokio                        | 60 kg          | Sieger: Luis Alberto Orta Sanchez                                                |
| 2022 | 5.    | EM in Budapest                     | 63 kg          | Sieger: Leri Abuladze                                                            |

## Deutsche Meisterschaften
| Jahr | Platz | Wettbewerb der             | Gewichtsklasse | Ergebnisse |
| ---- | ----- | -------------------------- | -------------- | --- |
| 2008 | 2.    | C-Jugend in Mülheim-Styrum | 34 kg          | hinter Dawid Wolny (SV Fahrenbach)                                                                            |
| 2009 | 1.    | C-Jugend in Graben-Neudorf | 42 kg          | vor Sascha Weinauge (KSK Furtwangen) und Billy Hentschel (AC 1990 Taucha)                                     |
| 2010 | 1.    | B-Jugend in Eppelborn      | 50 kg          | vor Ülgen Karakaya (KSV Hemsbach) und Ilya Klasner (KV Stuttgart)                                             |
| 2011 | 10.   | Kadetten in Haslach i.K.   | 58 kg          | Sieger: Robin Pelzer (TKSV Duisdorf)                                                                          |
| 2012 | 1.    | Kadetten in Laudenbach     | 58 kg          | vor Arian Güney (SV Weingarten) und Nils-Oliver Grimm (SC Korb)                                               |
| 2013 | 1.    | Kadetten in Völklingen     | 58 kg          | vor Nikolai van Berkum (RV Stommeln) und Florian Lamm (RWG Mömbris/Königshofen)                               |
| 2013 | 2.    | Junioren in Bindlach       | 60 kg          | hinter Alexander Grebensikov (SAV Torgelow)                                                                   |
| 2013 | 5.    | Senioren in Plauen         | 60 kg          | Sieger: Erik Weiß (RSV Frankfurt (Oder))                                                                      |
| 2014 | 3.    | Junioren Frankfurt (Oder)  | 60 kg          | inter Christopher Kraemer (TSV Westendorf) und Niklas Ohff (RSV Frankfurt (Oder))                             |
| 2014 | 1.    | Senioren in Witten         | 59 kg          | vor Deniz Menekse (SV Johannis Nürnberg), Lukas Höglmeier (TSV Gailbach) und Dustin Scherf (KFC Leipzig)      |
| 2015 | 1.    | Junioren in Lünen          | 60 kg          | vor Oliver Tanzyna (TSC Mering), Lukas Demberger (ASV Pirmasens) und Dara Nisi (KVA Remseck)                  |
| 2016 | 1.    | Junioren in Remseck        | 60 kg          | vor Andrej Ginc (SAV Torgelow), Luca Lauble (KSV Hofstetten) und Nico Sausenthaler (SV Johannis Nürnberg)     |
| 2017 | 1.    | Männer in Pausa            | 59 kg          | vor Fabian Schmitt (SV Johannis Nürnberg), Marvin Scherer (VfK Schifferstadt) und Dustin Scherf (KFC Leipzig) |
| 2018 | 1.    | Männer in Burghausen       | 60 kg          | vor Christopher Kraemer (TSV Westendorf), Marvin Scherer (VfK Schifferstadt) und Peter Haase (RV Thalheim)    |
| 2019 | 2.    | Männer in Westendorf       | 63 kg          | hinter Christopher Kraemer (TSV Westendorf)                                                                   |
| 2022 | 1.    | Männer in Frankfurt Oder   | 63 kg          | vor Deniz Menekse (SV Johannis Nürnberg), Numan Bayram (ASV Hüttigweiler)                                     |

### Erläuterungen
- Alle Meisterschaften im griechisch-römischen Stil (Ausnahme: Deutsche Meisterschaft 2008, hier: Freistil)
- EM = Europameisterschaften; WM = Weltmeisterschaften
- Kadetten = 16–18 Jahre; Junioren = 18–20 Jahre

## Auszeichnungen
| Jahr | Auszeichnung                                                            |
| ---- | ----------------------------------------------------------------------- |
| 2013 | Nachwuchsringer des Jahres (Deutscher Ringer-Bund)                      |
| 2015 | Eliteschüler des Jahres (Gymnasium am Rotenbühl)                        |
| 2015 | Nachwuchs-Saarsportler des Jahres (Landessportverband für das Saarland) |
| 2016 | Nachwuchsringer des Jahres (Deutscher Ringer-Bund)                      |
| 2018 | 2. Saarsportler des Jahres                                              |